# Rifugio Casera Pramosio
Il rifugio Casera Pramosio (Cjasere Promôs in lingua friulana, Promoser Alm in lingua tedesca) è un rifugio alpino che si trova nel territorio del comune di Paluzza (UD), posto  in un anfiteatro erboso sulle pendici della Creta di Timau (2.218 m), in prossimità del confine di stato con l'Austria.

## Storia
La casera è stata ristrutturata nel 1977-78 per permettere l'attività agrituristica in quota, inserita tra le strutture della malga (stalle e caseificio).

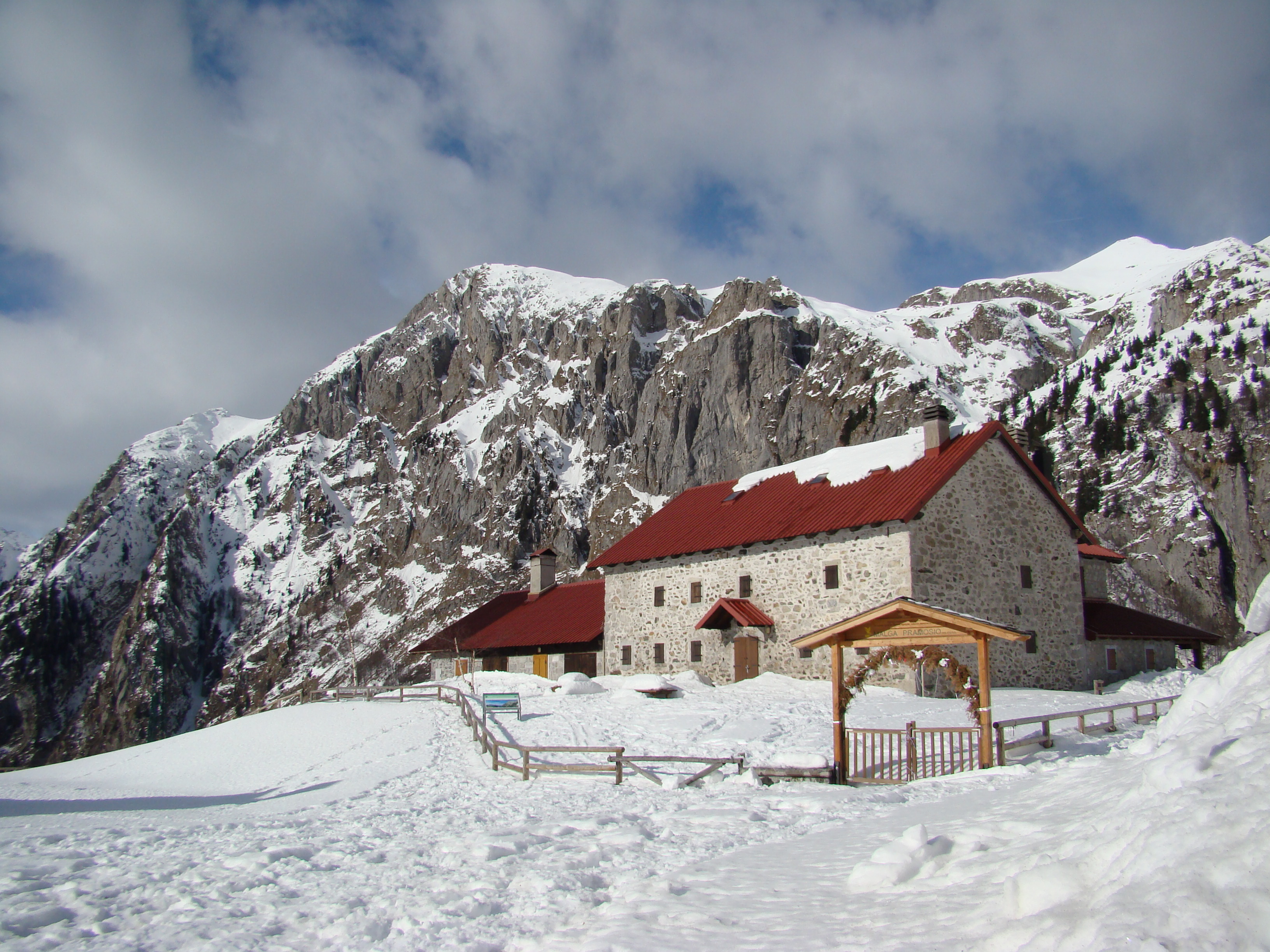
La Casera in inverno

## Caratteristiche ed informazioni
L'edificio è costruito in muratura con pietre a vista su due piani, alla quale è stato aggiunto un ulteriore corpo più basso dove è stato ricavato un bar per la vendita dei prodotti di lavorazione dell'alpeggio.

## Accessi
- Da Timau (ore 2); si imbocca il sentiero 402 che sale ripido sui versanti meridionali della Creta di Timau. Si raggiunge una strada sterrata e quindi il rifugio.
- Da Cleulis, località Laipacco (ore 3) si imbocca una strada a fondo naturale stretta e ripida, consigliabile solo ad automezzi adatti, oppure per scorciatoia con segnavia 403.

## Galleria d'immagini

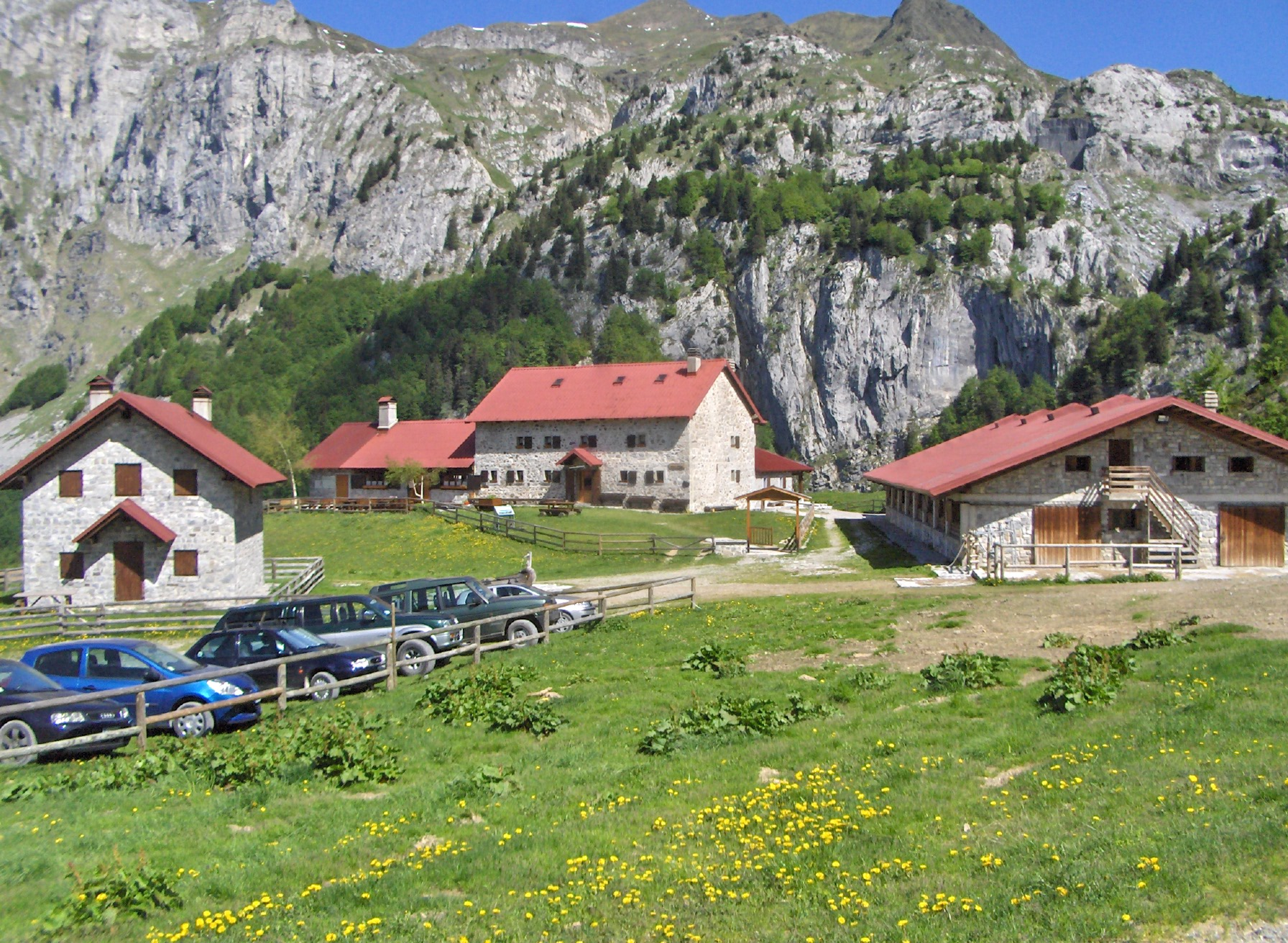
Complesso di Casera Pramosio
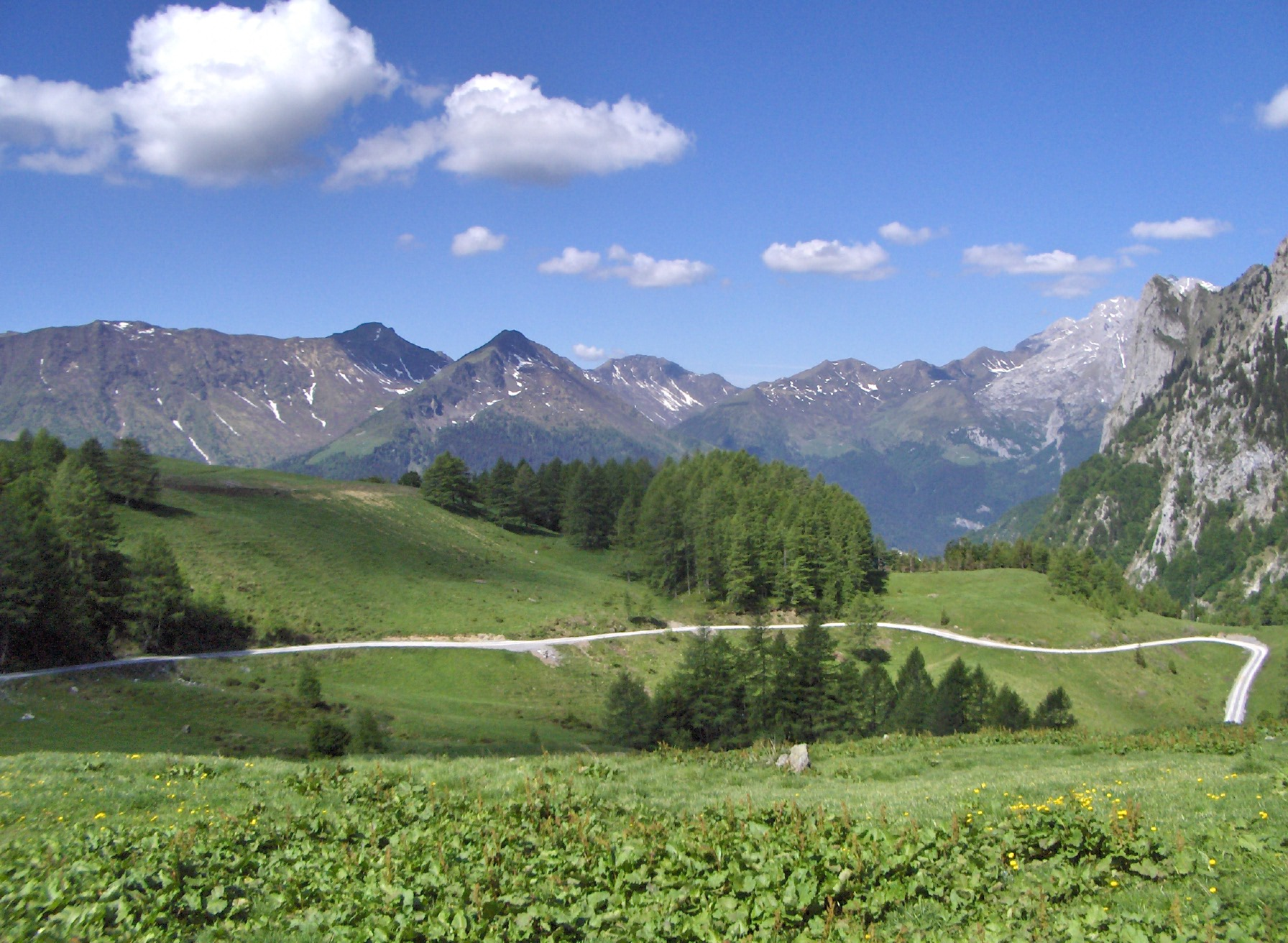
Panorama dalla Casera Pramosio con la strada
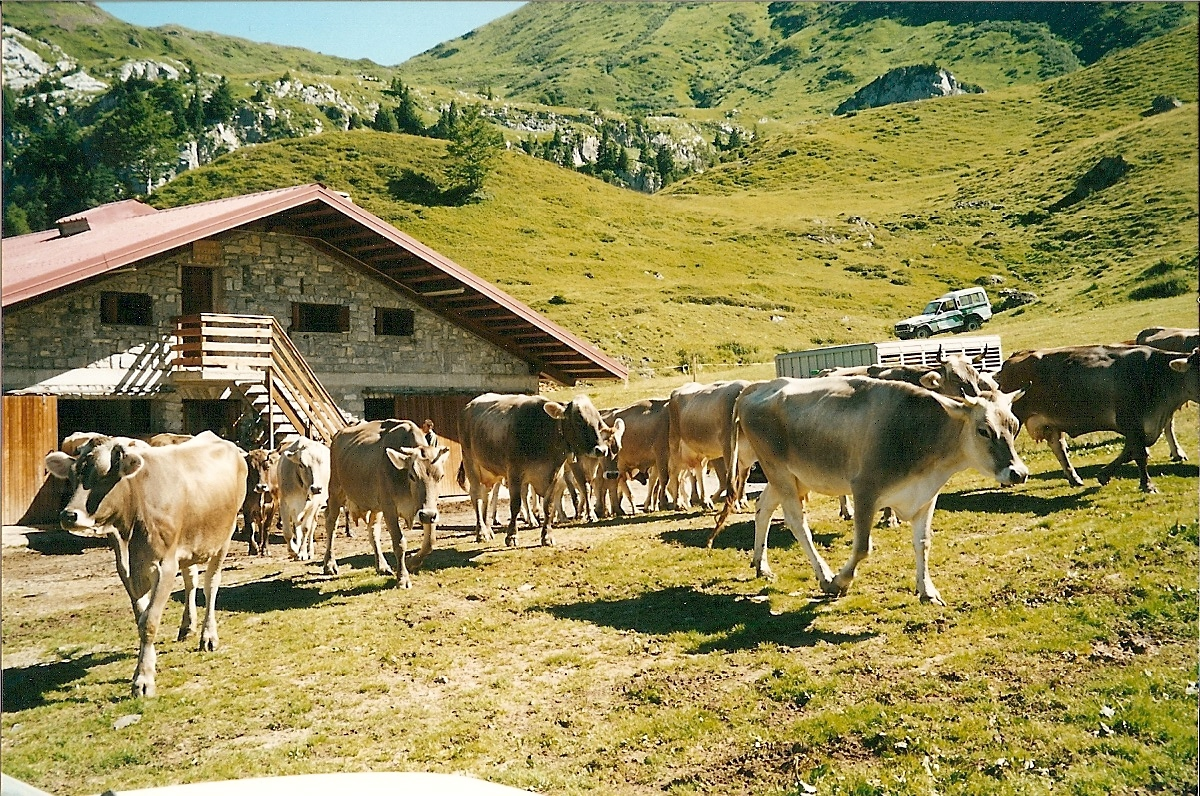
Pascolo a Malga Pramosio
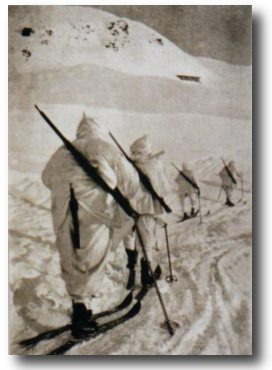
Alpini sciatori a Casera Pramosio nella grande guerra